# Torpedowce typu A 1
Torpedowce typu A 1 – seria niemieckich torpedowców z okresu I wojny światowej, budowanych przez stocznie Vulcan, Hamburg.